# عادل‌ها
عادل‌ها (به فرانسوی: Les Justes) نمایشنامه‌ای نوشتهٔ آلبر کامو است. وی این نمایشنامه را در سال ۱۹۴۹ منتشر ساخت.

## داستان
ماجرای این نمایشنامه در روسیه قرن نوزدهم می‌گذرد. زمانی‌که جامعه روسیه پر از رنج و ستم بود. عادل‌ها داستان گروهی از انقلابی‌های روسی در سال ۱۹۰۵ میلادی است که تصمیم به ترور دوک بزرگ سرژ می‌گیرند. اما در روز ترور می‌بینند که دوک همراه دو کودک‌اش در محل حاضر شده است؛ و این باعث می‌شود که در بین قهرمانان قصه درگیری‌هایی رخ دهد. این دوک برای ایشان نماد استبداد در حکومت تزاری روسیه بود.

## دربارهٔ داستان
رویدادهای این نمایشنامه منشأ تاریخی دارند اما این بدان معنا نیست که نمایشنامه صرفاً تاریخی باشد. اما با این وجود نویسنده مدعی است که سعی کرده تا آنچه را واقعی بوده در نمایشنامه مصور سازد.

## اجرا
این نمایشنامه برای اولین بار در ۱۵ دسامبر ۱۹۴۹ در تئاتر ابرتو، به کارگردانی پل اوتلی روی صحنه رفت.